# Sylvie Fleury

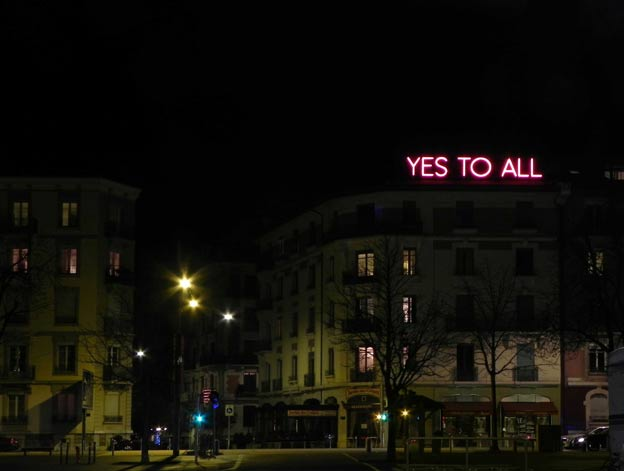
Yes to All, een installatie uit 2007 op een dak in Genève, Zwitserland, als onderdeel van het Neon Parallax -project.

Sylvie Fleury (Genève, 24 juni 1961) is een Zwitserse kunstenaar die bekend staat om haar installaties, beeldhouwkunst en haar gebruik van mixed media. De werken die zij maakt vallen in de categorie popart waarbij veelvoorkomende thema's specifiek ingaan op gender en consumentengedrag. Fleury woont en werkt in Genève. 

## Biografie
Na haar opleiding stuurden haar ouders Fleury naar New York om als au pair te werken. Uiteindelijk kwam ze terecht bij een groep studenten die aan korte kunstfilms werkten. Vervolgens ging ze in 1981 fotografie studeren aan de Germain School of Photography  Terwijl ze in New York woonde, werkte ze een dag als assistent voor modefotograaf Richard Avedon .
In 1990 ontmoette ze de Zwitserse performancekunstenaar John Armleder uit Genève en werd zijn assistent. In hetzelfde jaar verhuisden zij en Armleder naar Villa Magica, een groot oud herenhuis aan de rand van Genève.
In 2004 richtten Fleury en Armleder en zijn zoon Stéphane Armleder (1977) het Geneefse platenlabel Villa Magica Records op. Het label publiceerde ook cd's en lp's van John Armleder en Sylvie Fleury, van Rockenschaub en van John B. Rambo (ook bekend als Stéphane Armleder).

## Carrière
Fleury's eerste show was in 1990 in de Rivolta Gallery in Lausanne, waar ze samen met Olivier Mosett en John Armleder exposeerde. Via die show ontmoette ze Eric Troncy die haar uitgenodigde om deel uit te maken van zijn baanbrekende tentoonstelling No Man's Time uit 1991 in Villa Arson in Nice, Frankrijk. 
In 1993 nam Fleury deel aan de 45e Biënnale van Venetië . In de zwervende sectie, samengesteld door Benjamin Weil, liet ze drie modellen door Venetië lopen met reproducties van de Piet Mondriaan- jurk van Yves Saint Laurent . 
Critici hebben haar werk bestempeld als ‘post- appropriationistisch'. Haar boeken The Art of Survival, First Spaceship on Venus and Other Vehicles, en Parkett #58 (die ze schreef met Jason Rhoades en James Rosenquist ) verschenen wereldwijd. In 2015 won ze de Prix de la Société des arts de Genève.
Fleury's werk bevindt zich in de collecties van het Museum voor Moderne Kunst, het Museum der Moderne Salzburg en het ZKM Centrum voor Kunst en Media Karlsruhe . In 2024 exposseerd zij in de Kunsthal in Rotterdam

## Publicaties
- Sylvie Fleury – De kunst van het overleven . Neue Galerie Graz, Graz 1993.
- Sylvie Fleury: Sylvie Fleury . Hatje Cantz, Ostfildern-Ruit 1999,ISBN 978-3-89322-973-4 .
- Götz Adriani (Hrsg.): Sylvie Fleury – 49000 . Hatje Cantz, Ostfildern-Ruit, 2001.
- Centrum van attractie . 8e Baltische Triënnale. Bd. 1, Revolver, Frankfurt am Main 2003,ISBN 978-3-936919-87-5 .
- Elke Kania u.a.: Het sublieme is nu! Das Erhabene in der zeitgenössischen Kunst . Museum Franz Gertsch, Burgdorf/Schweiz 2006.
- Sylvie Fleury . CAC Málaga, Centro de Arte Contemporáneo de Málaga. Malaga 2011,ISBN 978-84-96159-95-2 .